# Мафікенг
Мафікенг (англ. Mahikeng або Mafikeng) — місто у Південно-Африканській Республіці, адміністративний центр Північно-Західної Провінції. Місто розташоване на кордоні з Ботсваною за 260 км на захід від Йоганнесбурга. Станом на 2007 рік населення міста становило 69-75 тис. мешканців, із населенням агломерації близько 250 тис. Місто збудоване на відкритій рівнині на висоті 1500 м над рівнем моря, на березі річки Молопо.